# Хамаланд
Хамаланд (на нидерландски: Graafschap Hamaland) е графство в Каролингската империя от 9 до 11 век в Гелдерланд, Нидерландия. Името е свързано със западногерманското племе хамави.

## История
Графовете на Хамаланд принадлежат през 9 век към фамилията Мегинхарди. Известен е Вихман II († 973), граф на Хамаланд и Гент, от фамилията Билунги, баща на Луитгард и Адела от Хамаланд († 1021/1028). Последният граф на Хамаланд е Дитрих фон Хамаланд († 1017) от род Имединги.
Графството Хамаланд се разделя около 1020/1025 г. на две линии. Образуват се „Графство Южен Хамаланд“, което става „Графство Клеве“ и „Графство Северен Хамаланд“, което скоро става „Графство Цутфен“.